# تایپه ۱۰۱

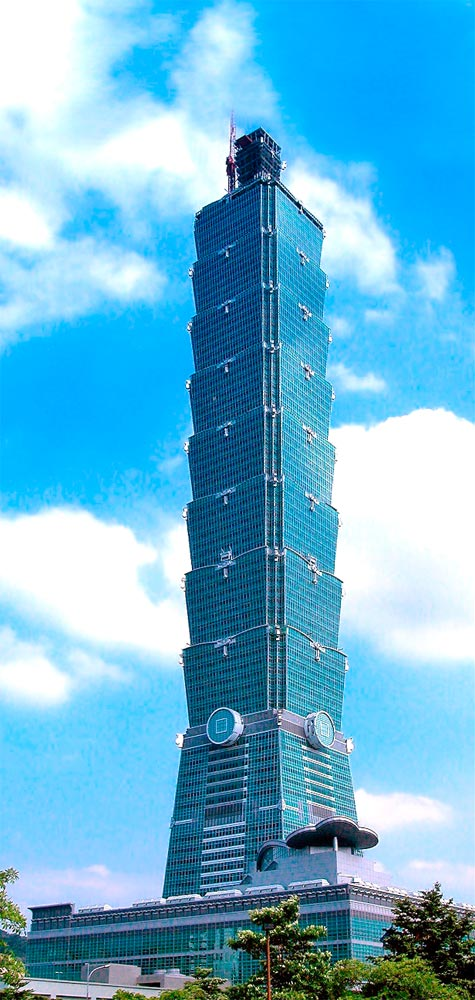

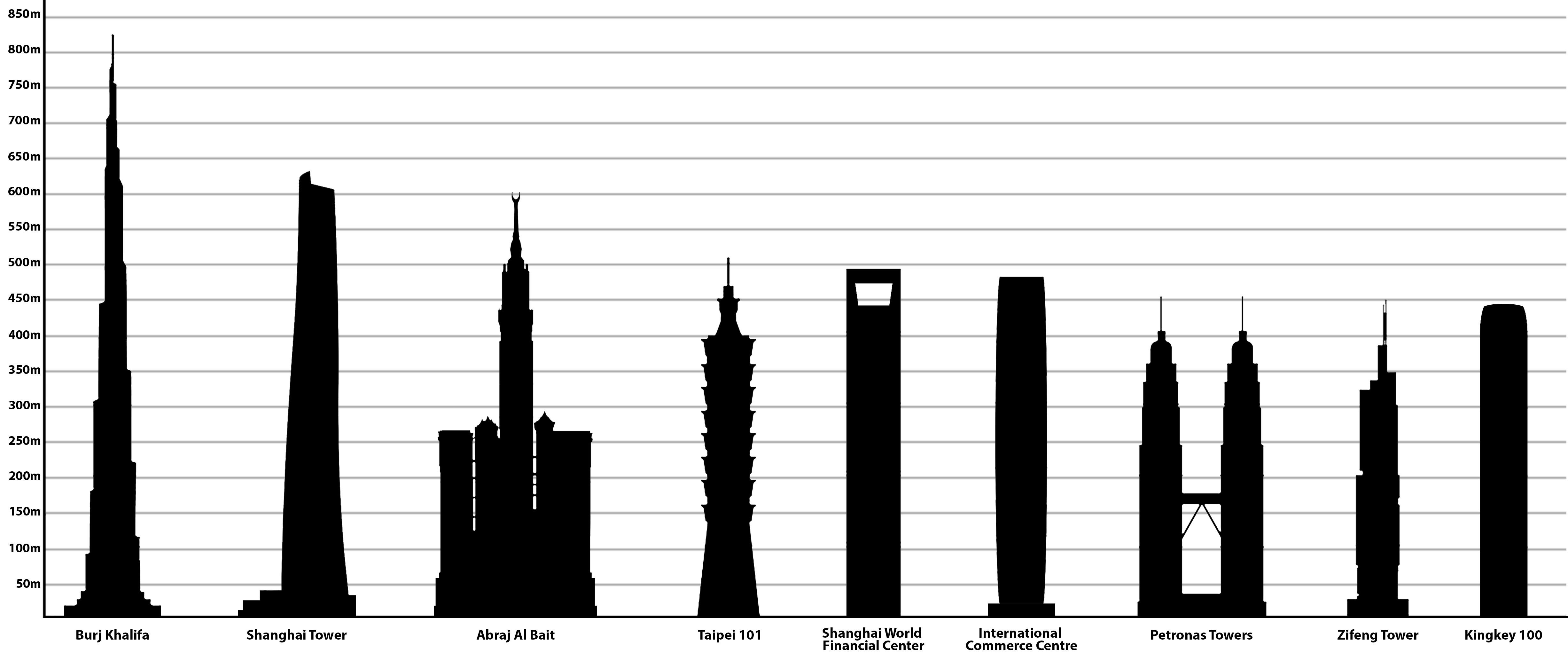
تایپه ۱۰۱ در مقایسه با سایر سازه‌های بلند قارهٔ آسیا

برج تایپه ۱۰۱ آسمانخراشی ۱۰۱ طبقه‌ای در بخش خینیی تایپه در کشور تایوان است. نام اصلی این برج پیشتر «مرکز مالی تایپه» بود.
این بزرگترین برج مسکونی جهان در منطقه‌ای زلزله‌خیز ساخته شد تا میزان مقاومتش را به نمایش بگذارد. «تایپه ۱۰۱» نام برج ۱۰۱ طبقه‌ای است که ۵۰۸ متر ارتفاع دارد.
راز مقاومت این برج در کره فولادی است به وزن ۶۶۰ تن که در بین طبقه ۸۷ تا ۹۲ «تایپه ۱۰۱» به ۱۶ بازوی فولادی آویخته شده‌است. این پاندول غول پیکر تعادل ساختمان را در برابر زلزله‌های بسیار شدید و توفان‌های مهیب که در این منطقه امری عادی و همیشگی است، حفظ می‌کند.
سرعت بعضی از توفان‌های این منطقه بیش از ۲۵۰ کیلومتر در ساعت است و گاهی در این منطقه سالی ۲۰۰ بار زلزله می‌آید.

## نگارخانه

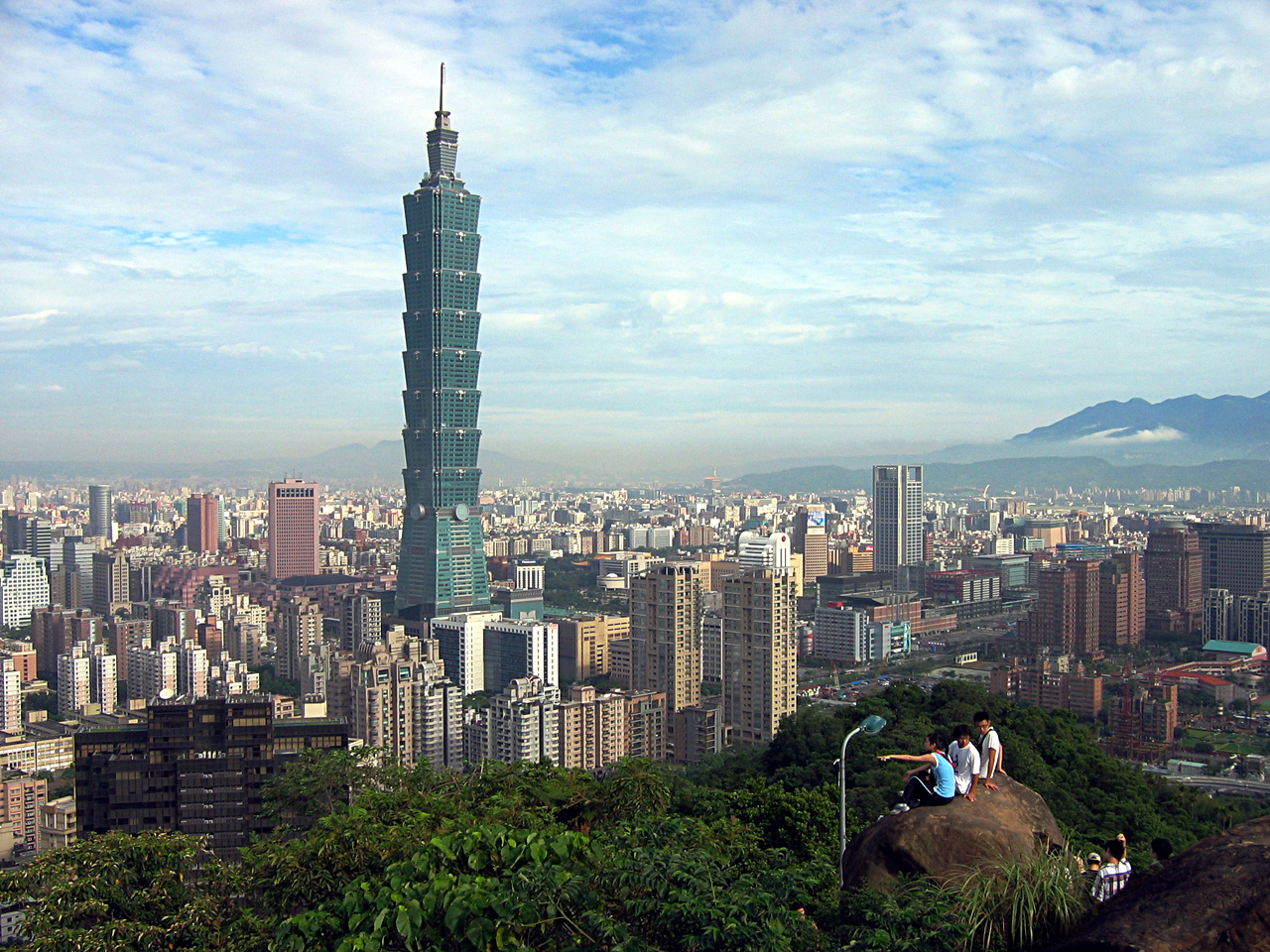
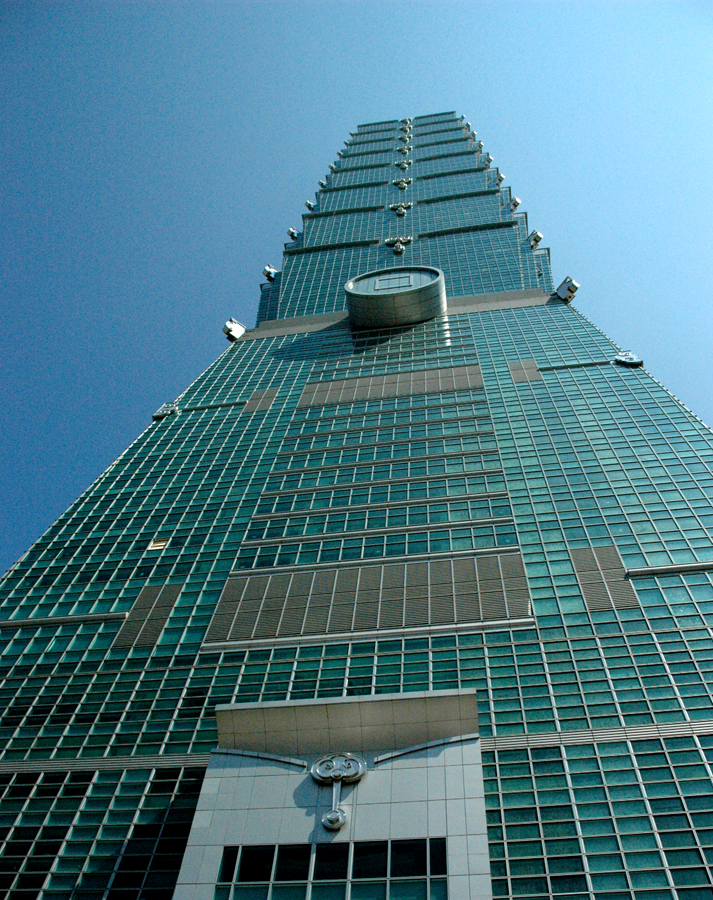
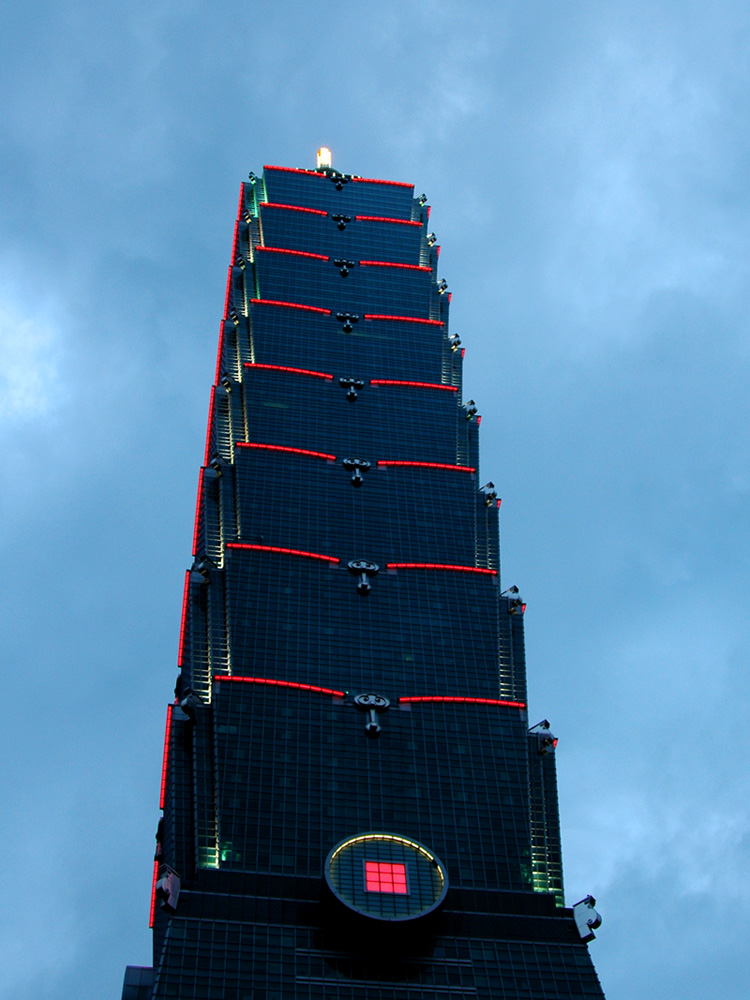
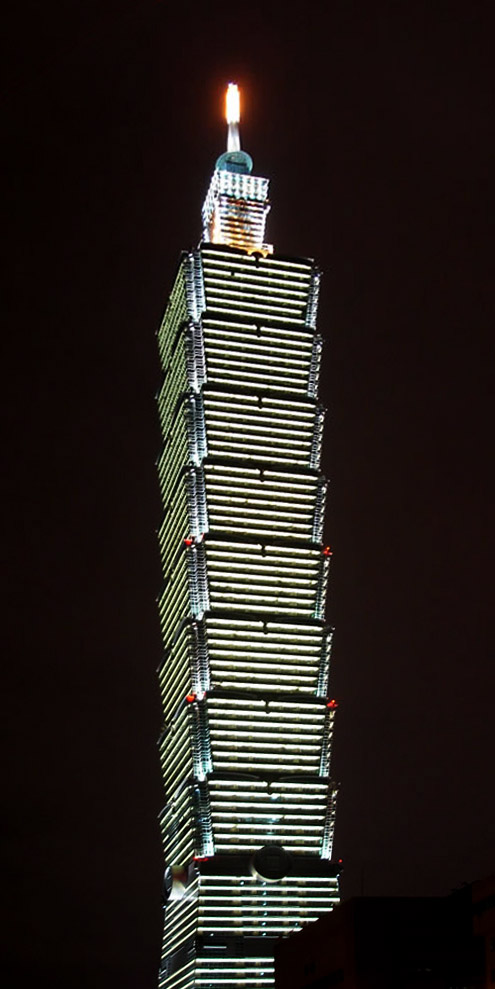
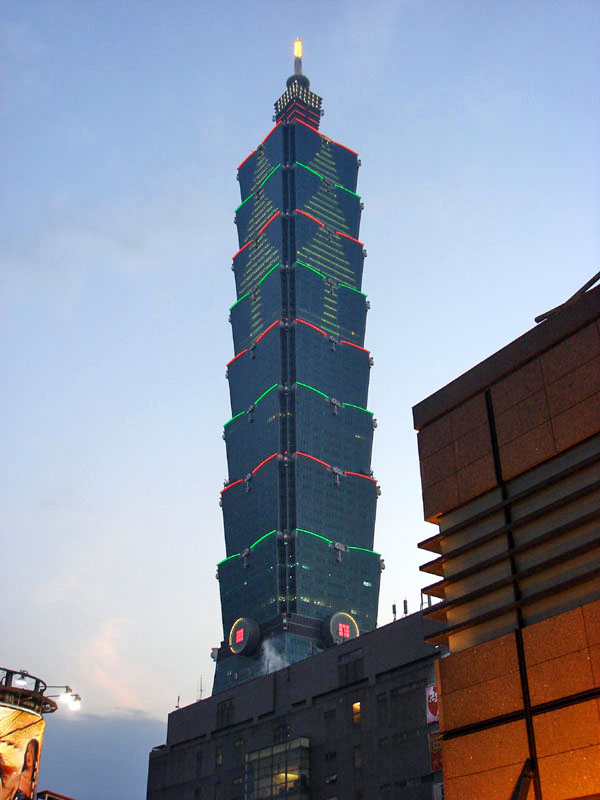
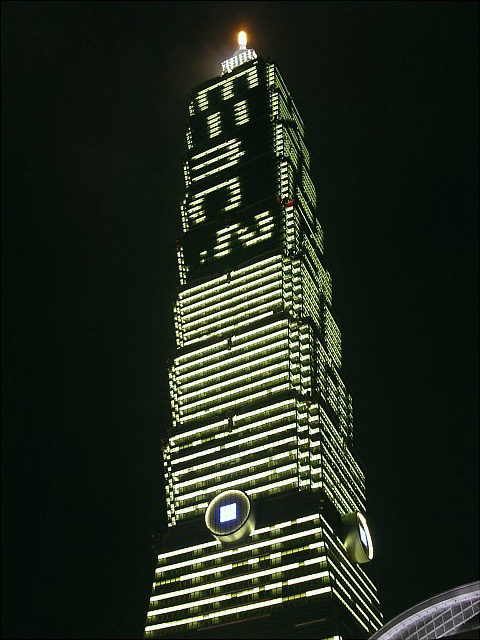
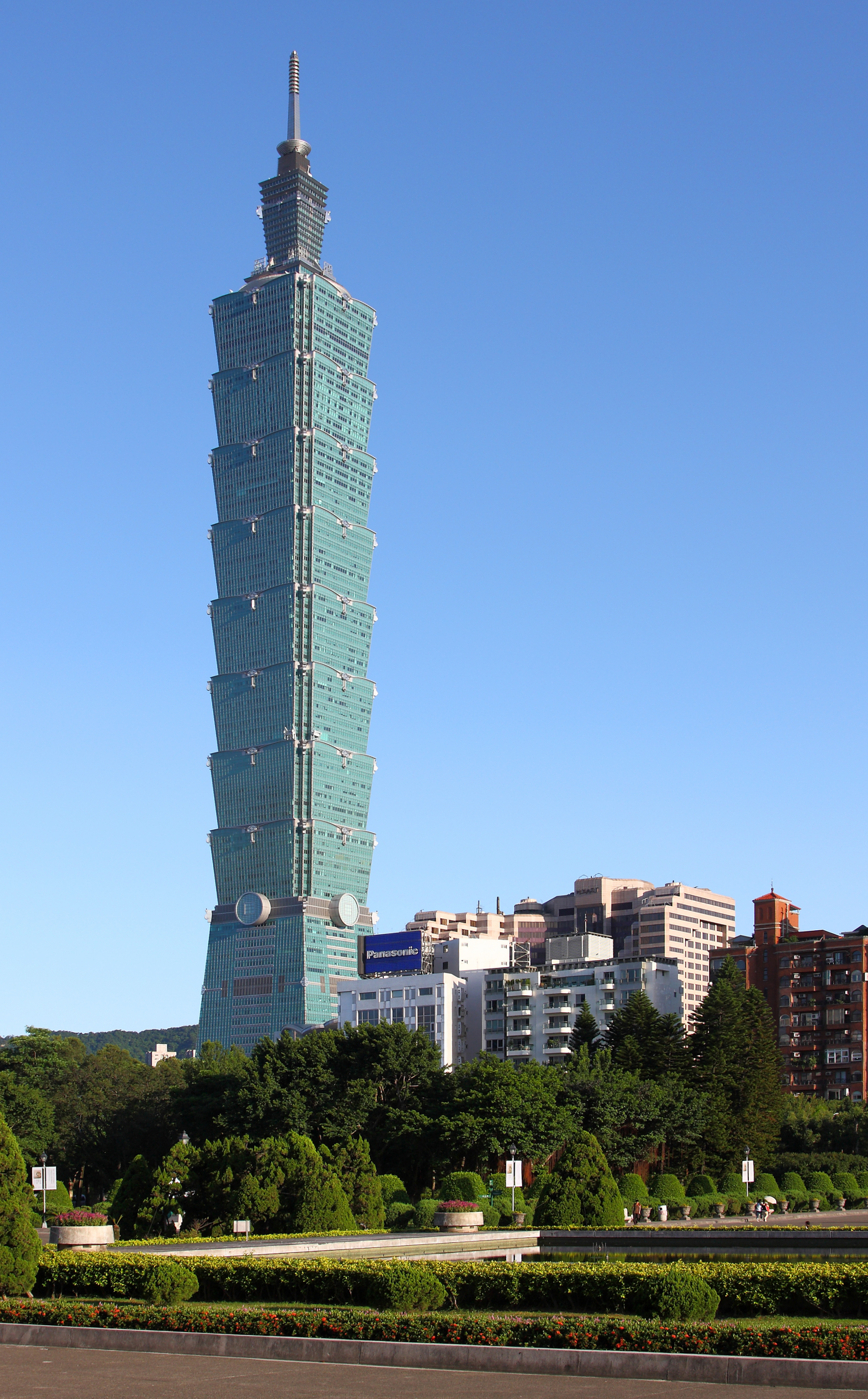
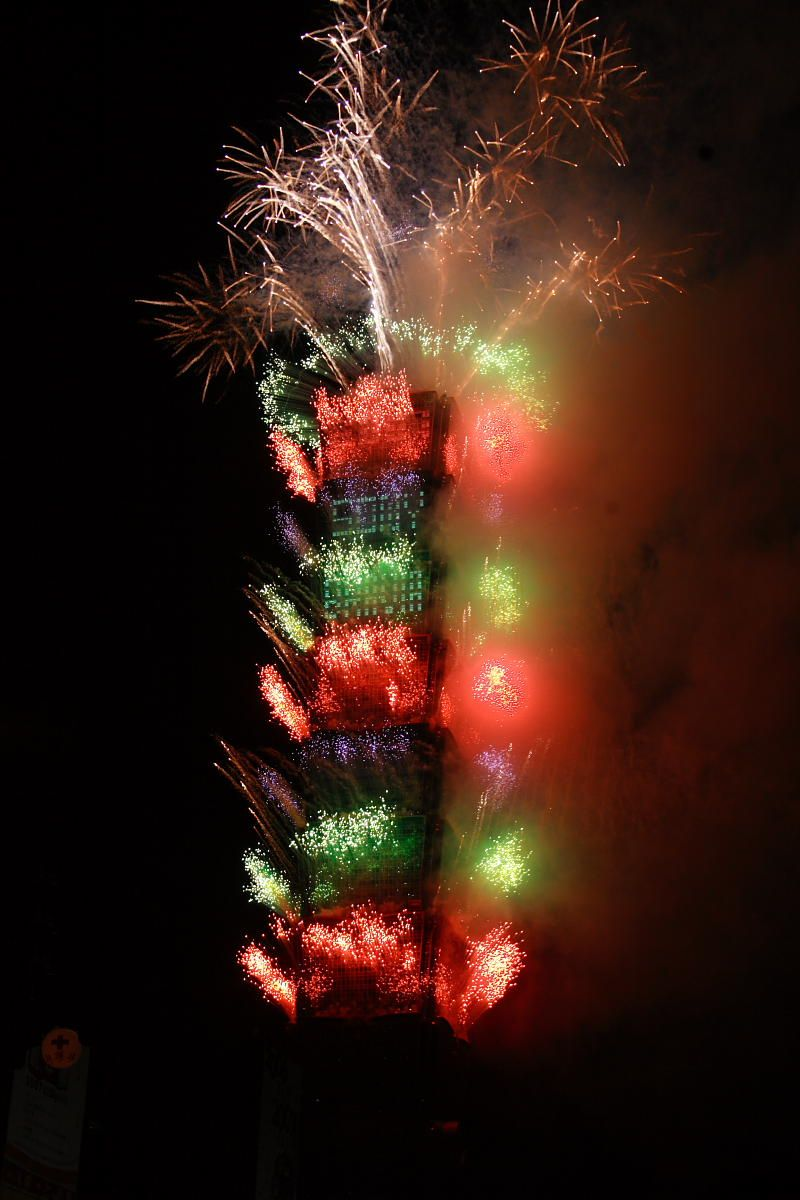
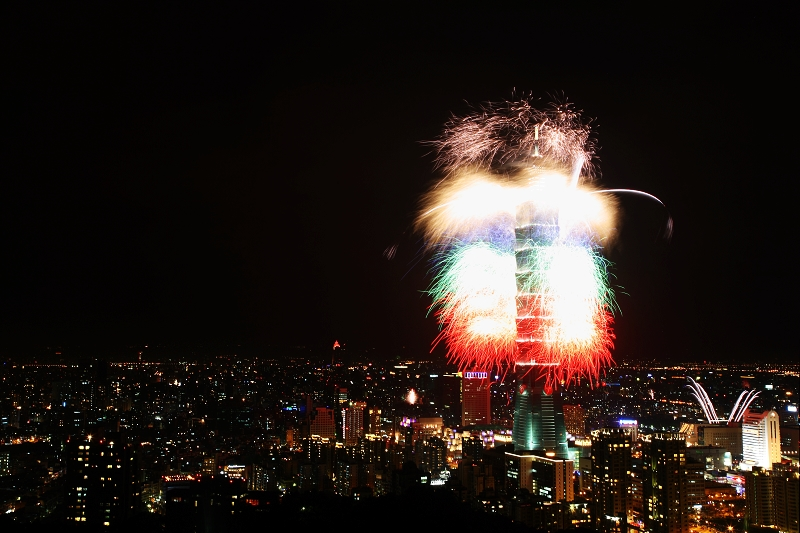
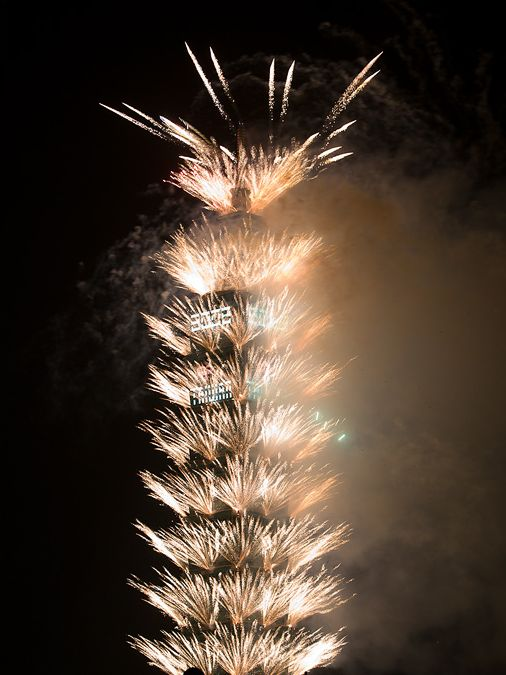
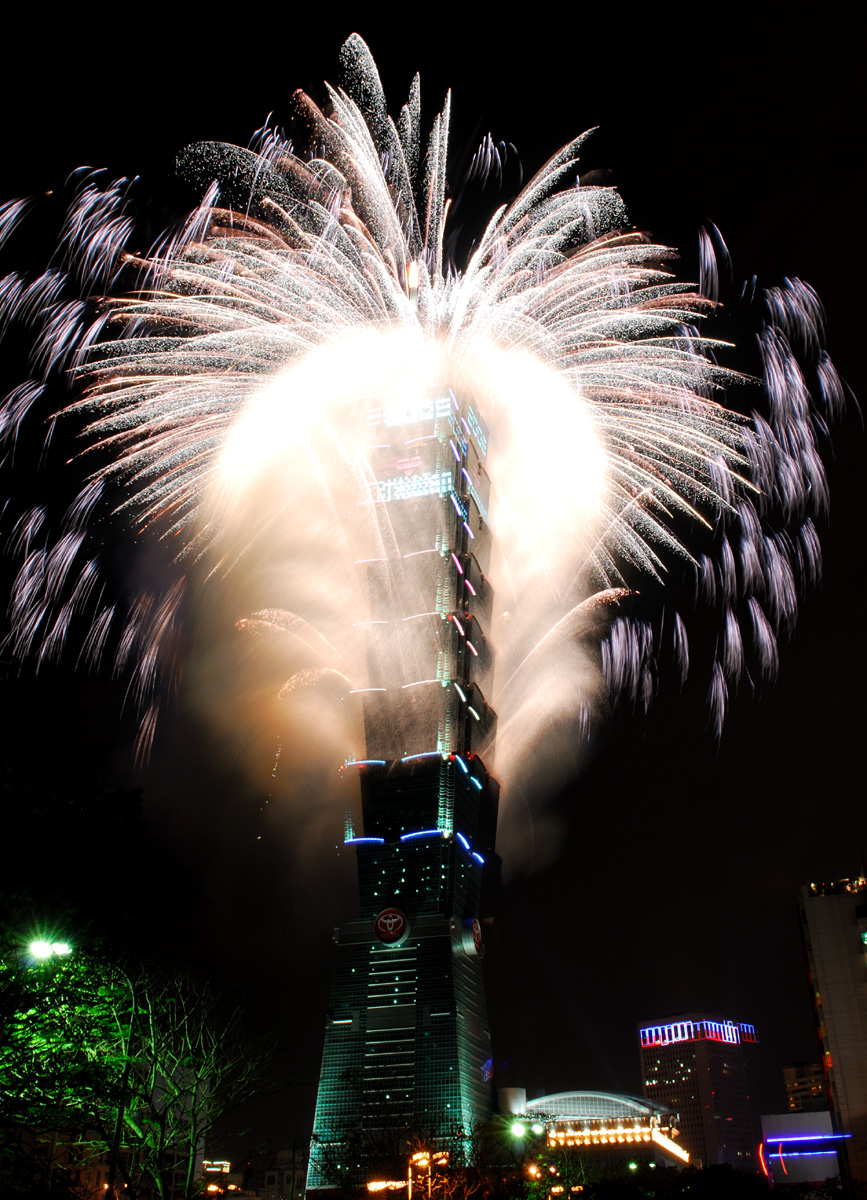
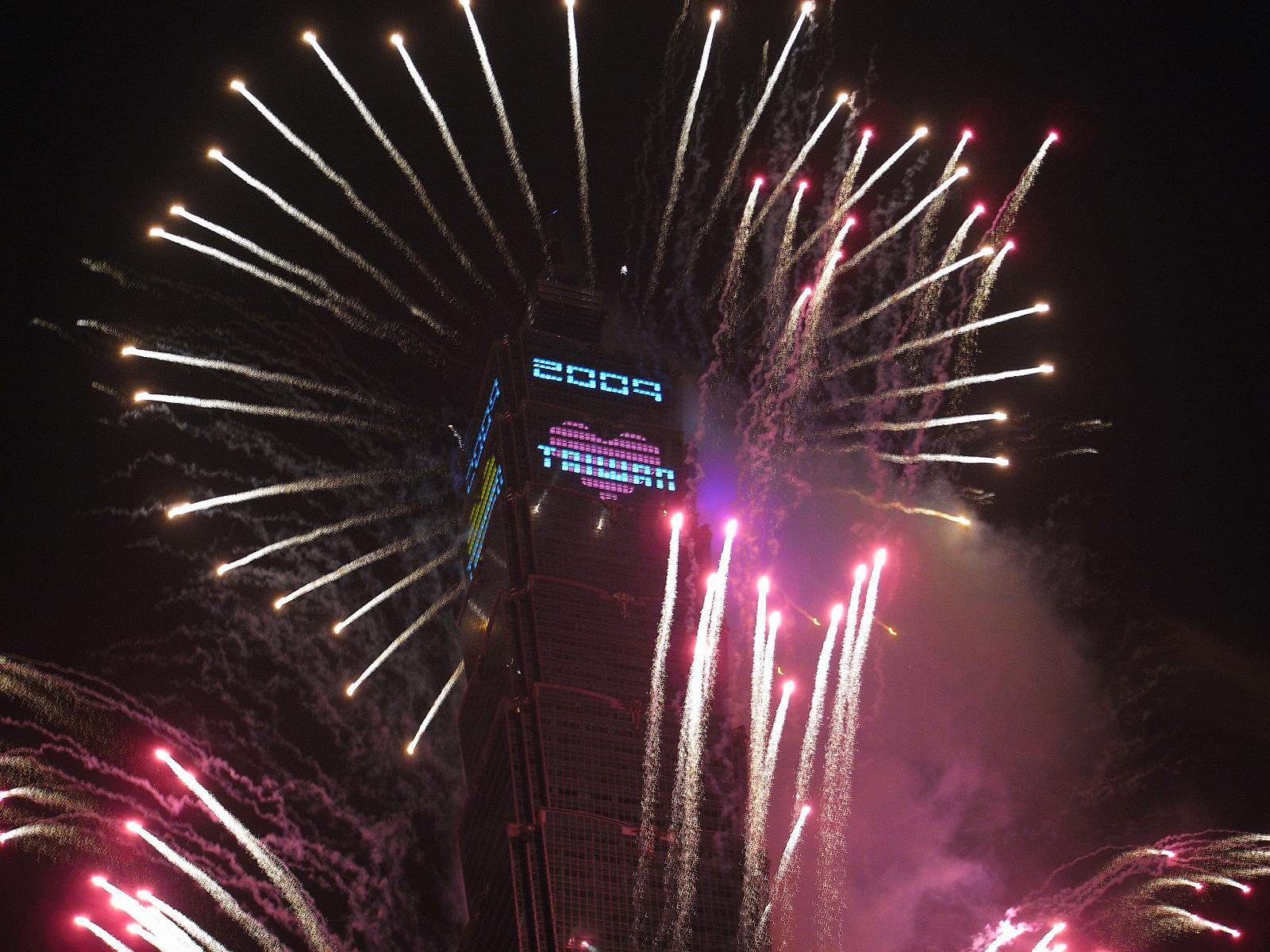
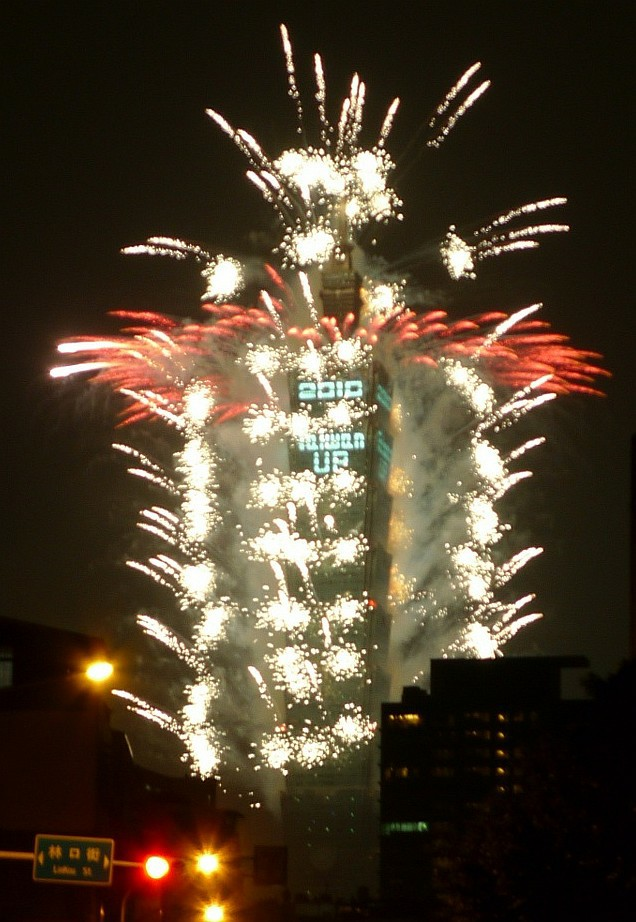
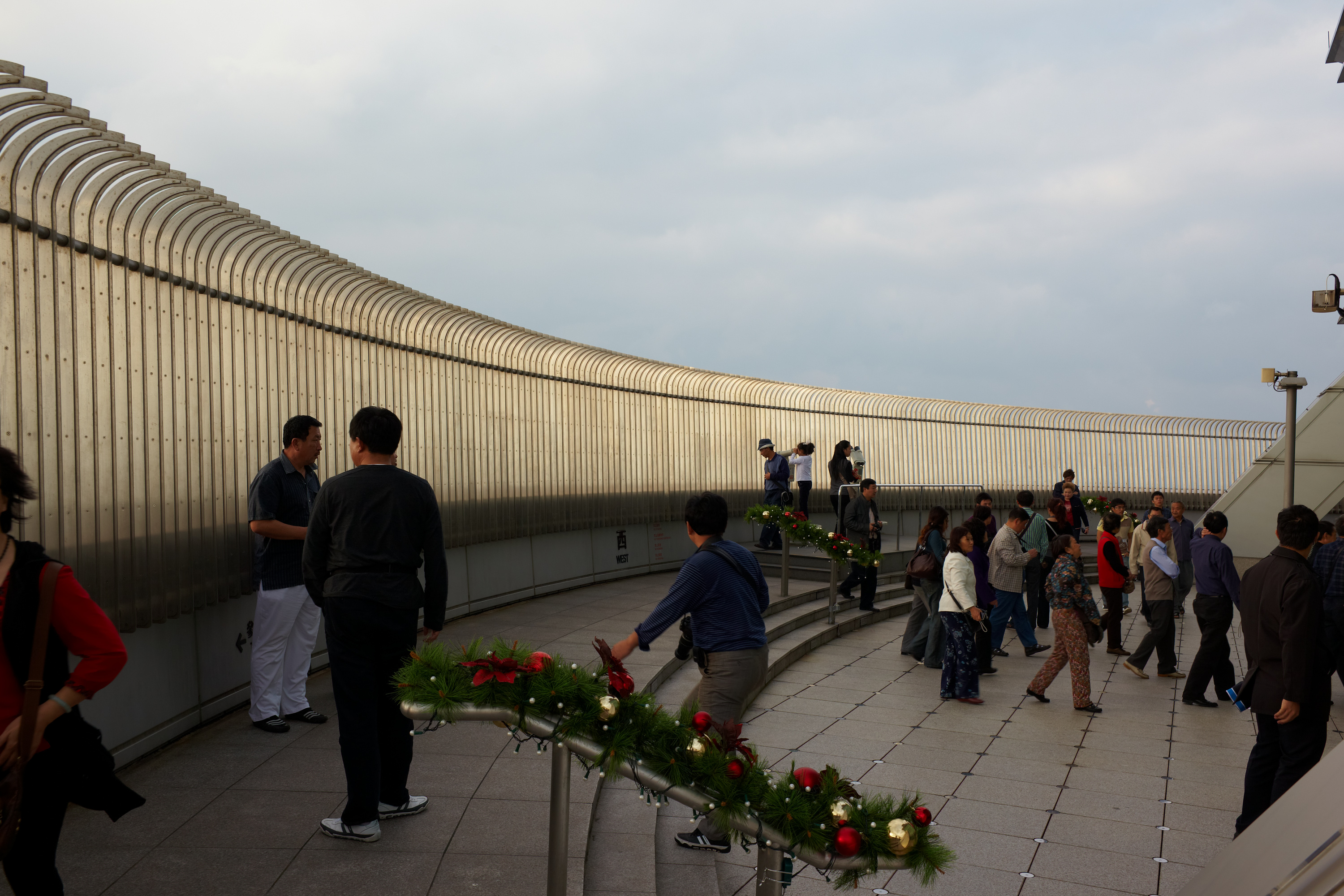